# أفضل وثيقة مرجعية للتقنيات المتاحة (BREF)
يشير مصطلح أفضل مستند مرجعي للتكنولوجيا المتاحة (BREF) إلى نطاق الاتحاد الأوروبي من العمل المرجعي الذي تم تطويره إلى تبادل المعلومات بين القطاعات الصناعية والمنظمات غير الحكومية (المنظمات غير الحكومية) في الدول الأعضاء ، و المكتب الأوروبي المتكامل لمكافحة التلوث ومكافحته [IPCC / EIPPCB). تم إنشاء EIPPCB في عام 1997 لتشجيع BAT للحد من تلوث الغلاف الجوي ولتعزيز المراقبة الفعالة لـ جودة الهواء.
إن المكتب الأوروبي للاتفاقية الدولية لوقاية النباتات هو جزء من الاقتصاد الدائري والوحدة الصناعية القيادة في مركز البحوث المشتركة (JRC) مركز العلوم.